# Phyllomedusa coelestis
Phyllomedusa coelestis är en groddjursart som först beskrevs av Cope 1874.  Phyllomedusa coelestis ingår i släktet Phyllomedusa och familjen lövgrodor. IUCN kategoriserar arten globalt som livskraftig. Inga underarter finns listade i Catalogue of Life.